# Exxon Neftegas
Exxon Neftegas Limited/Ekson Neftegaz Limited, ryska: Эксон Нефтегаз Лимитед, är ett bahamanskt-ryskt petroleum- och naturgasbolag som är verksamma med prospektering och upptagning av petroleum och naturgas på den ryska ön Sachalin och i det ochotska havet. De har huvudansvaret och äger 30% av oljeprojektet Sachalinsk-1 och i oktober 2005 beräknade man att kunna ta upp minst 2,3 miljarder fat petroleum och minst 17 biljoner kubikmeter naturgas fram till 2043.
Företaget är ett helägt dotterbolag till världens största icke-statliga petroleumbolag i det amerikanska Exxon Mobil Corporation, vars ena föregångare Exxon Corporation bildade dotterbolaget den 2 augusti 1991. De är registrerade i Nassau på Bahamas men har sitt huvudkontor i Juzjno-Sachalinsk i Ryssland. Mellan 1998 och 2001 var Rex Tillerson vd för dotterbolaget, som blev i ett senare skede styrelseordförande och vd för hela Exxonkoncernen och 2016 blev han nominerad till att vara USA:s utrikesminister av den blivande amerikanska presidenten Donald Trump.